# Kjell Westö
Kjell Westö (Helsinki, 6  de agosto de 1961) periodista y escritor finés en sueco galardonado en 2006 con el Premio Finlandia y en 2014 con el Premio de Literatura del Consejo Nórdico por Hägring 38.

## Obra
- Tango orange (1986)
- Epitaf över Mr. Nacht (1988)
- Avig-Bön (1989; con el pseudónimo Anders Hed)
- Utslag och andra noveller (1989)
- Fallet Bruus. Tre berättelser (1992)
- Drakarna över Helsingfors (1996)
- Metropol (1998; con Kristoffer Albrecht)
- Vådan av att vara Skrake (2000)
- Lang (2002)
- Lugna favoriter (2004)
- Där vi en gång gått (2006)
- Gå inte ensam ut i natten (2009)
- Sprickor : valda texter 1986-2011 (2011)
- Mirage 38 (2013)

## Premios
- 1997, Thanks for the Book Award
- 2001, De Nios Vinterpris
- 2006, Premio Finlandia
- 2014, Premio de Literatura del Consejo Nórdico